# Paul Johannes Baumgartner

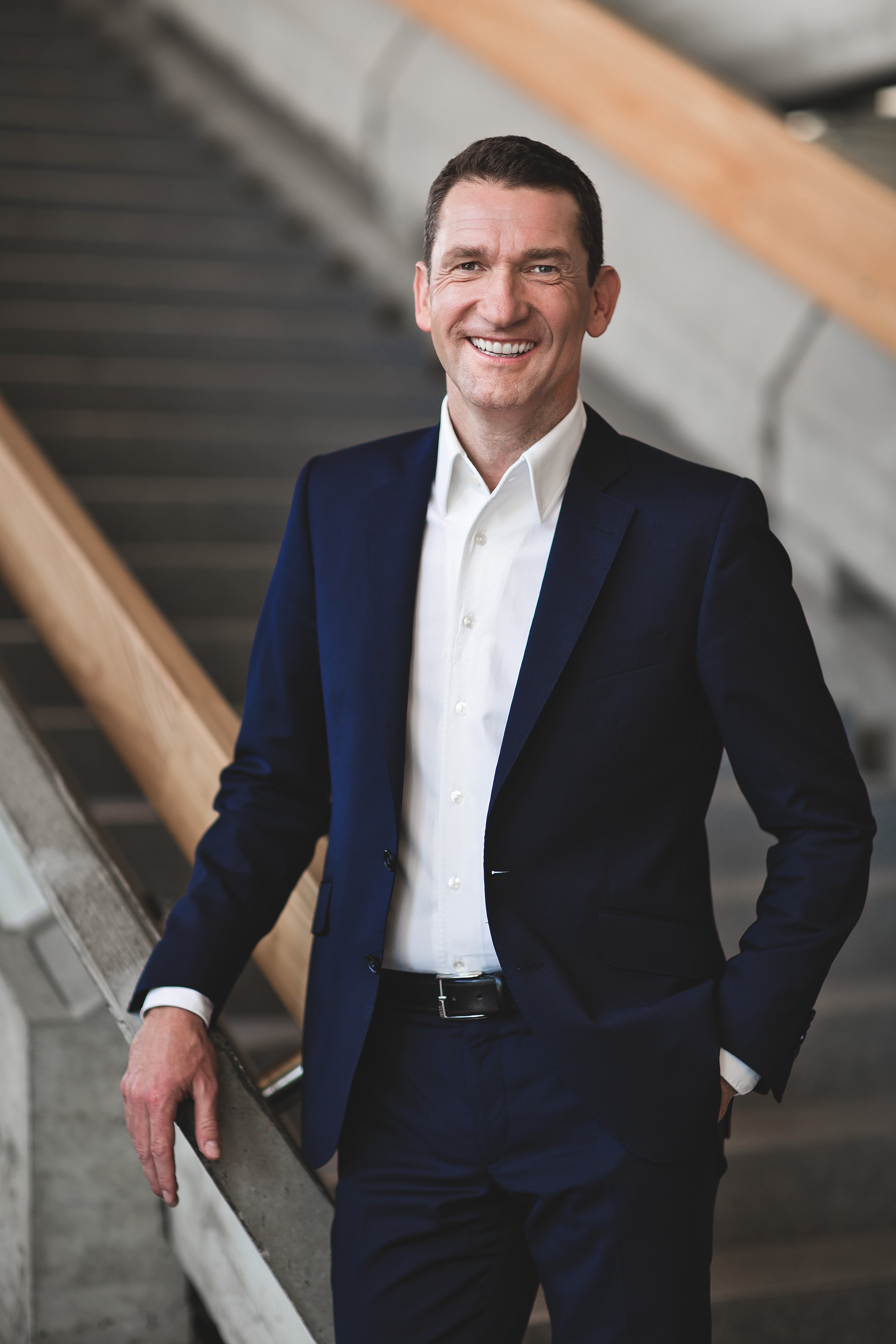
Paul Johannes Baumgartner (2013)

Paul Johannes Baumgartner (* 1969 in Achslach) ist Experte für Positive Leadership und deutscher Radiomoderator.

## Leben
Nach dem Abschluss der Realschule in Viechtach machte Paul Johannes Baumgartner eine Lehre zum Industriekaufmann, holte sein Abitur nach und arbeitete parallel beim Lokalsender Radio Trausnitz. Ab Dezember 1993 volontierte er bei Antenne Bayern, wo er seitdem auch als Moderator tätig ist. Bis 2008 moderierte er bei Antenne Bayern die Nachmittagsshow im Wechsel mit Stephan Lehmann. Seit Januar 2013 moderierte er samstags vormittags die Sendung „Die Antenne Bayern Samstagsshow mit Paul Johannes Baumgartner“, die pro durchschnittliche Sendestunde mehr als 1,3 Millionen Hörer verfolgen (Stand Medienanalyse MA II/2012). Zur Zeit moderiert er den Samstagnachmittag und wieder vertretungsweise die Nachmittagssendung.
Paul Johannes Baumgartner ist zudem als Positive Leadership Experte, Journalist, Speaker, Seminarleiter und Kommunikationstrainer tätig. Schwerpunkte seiner Seminare und Vorträge sind die Themen Positive Leadership sowie Kunden- und Mitarbeiterbegeisterung.

## Schriften
- Oma wär ein verdammt guter CEO: 10 handfeste Regeln für Führungskräfte (Dein Business), Gabel Verlag, Offenbach am Main 2024, ISBN 978-3-96739-200-5[8]
- Das Geheimnis der Begeisterung: Mehr Leidenschaft. Mehr Umsatz. Mehr Erfolg. Gabal Verlag, Offenbach am Main 2014, ISBN 978-3-86936-590-9

- Jak zjednac sobie ludzi czyli perfekcyjna komunikacja, Rm 2012, ISBN 978-83-7243-799-0
- Begeistere und gewinne! Gräfe & Unzer, München 2009, ISBN 978-3-8338-1375-7.
- Warum: 22 Fragen an Top-Referenten, Gabal Verlag, Offenbach am Main 2010, ISBN 978-3-86936-056-0